# Sikorsky SH-60 Seahawk
Sikorsky SH-60/MH-60 Seahawk (v dobesednem prevodu Morski jastreb) je dvomotorni večnamenski mornariški helikopter. Zasnovan je na podlagi Sikorsky UH-60 Black Hawk. Oznake za Ameriško mornarico so SH-60B, SH-60F, HH-60H, MH-60R in MH-60S. Seahawk lahko vzleti in pristane praktično na vsakem plovilu, ki ima dovolj prostora npr, fregata, ruušilec, križarka, amfbijskih ladja, letalonosilka.
Seahawk se uporablja za protipodmorniško (ASW) in protiladijsko (ASUW) bojevanje, iskanje in reševanje, specialne operacije, medicinsko evakuacijo in kot transportni helikopter.

## Tehnične specifikacije (SH-60B)
Podatki iz Brassey's World Aircraft & Systems Directory, Navy fact file, in Sikorsky S-70B
Splošne karakteristike
- Posadka: 3–4
- Število sedežev: B, F in H modeli: 5 potnikov, ali 2700 kg tovora na kljuki ali 1900 kg v notranjosti. S model: 11 potnikov ali 4100 tovora na kljuki
- Dolžina: 64 ft 8 in (19,75 m)
- Premer rotorja: 53 ft 8 in (16,35 m)
- Višina: 17 ft 2 in (5,2 m)
- Površina rotorjev: 2262 ft² (210 m²)
- Teža praznega letala: 15200 lb (6895 kg)
- Naložena teža: 17758 lb (8055 kg)
- Uporaben tovor: 6684 lb (3031 kg)
- Maks. vzletna teža: 21884 lb (9927 kg)
- Pogon letala: 2 ×  turbogredni motor General Electric T700-GE-401C, 1890 KM (1410 kW) vzletna moč vsak

 Zmogljivost 
- Neprekoračljiva hitrost: 180 kn (333 km/h; 207 mph)
- Maks. hitrost: 146 kn (270 km/h; 168 mph)
- Doseg: 450 nmi (518 mi ali 834 km) pri potovalni hitrosti
- Višina leta: 12000 ft (3580 m)
- Hitrost vzpenjanja: 1650 ft/min (8,38 m/s)

Oborožitev

- Do trije Mark 46 torpedo ali Mk-54,
- AGM-114 Hellfire, 4 Hellfire raket za SH-60B, HH-60H in MH-60R, 8 Hellfire za MH-60S Block III.
- AGM-119 Penguin,
- strojnica M60 ali, M240 ali GAU-16/A ali GAU-17/A Minigun
- Rapid Airborne Mine Clearance System (RAMICS) s Mk 44 Mod 0 30 mm Cannon